# Zacatonal

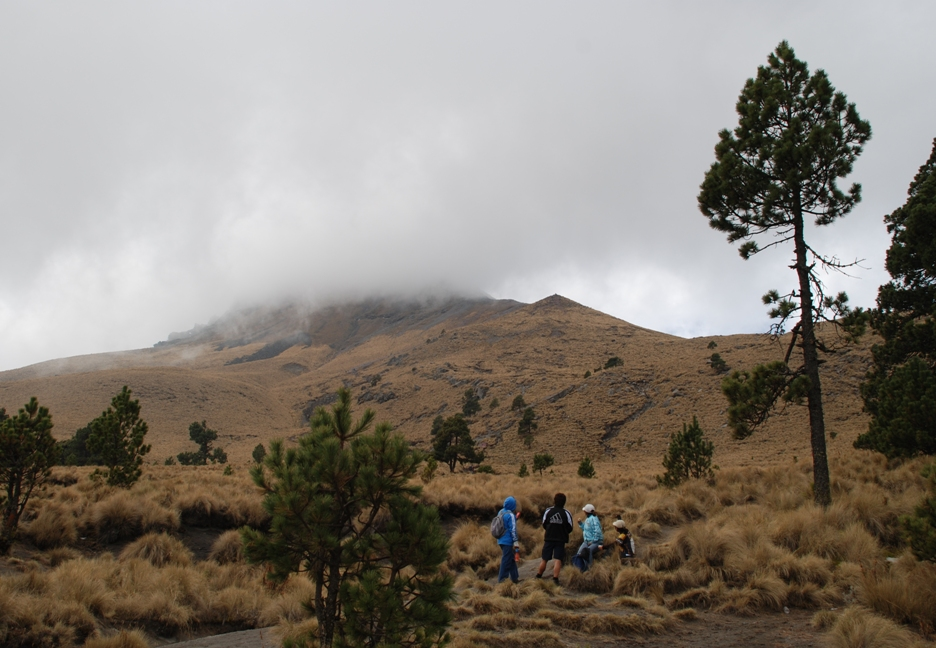
Cerca del límite del bosque del volcán La Malinche o Matlalcueye

El zacatonal de alta montaña es una ecorregión que consiste en praderas alpinas y pocos matorrales en volcanes del centro de México y Guatemala. Se compone de varios enclaves de herbazales que en México ocupan las laderas del Eje Neovolcánico, y cubre aproximadamente 306 km². En las elevaciones más bajas están rodeados por coníferas (principalmente Pinus hartwegii) de la ecorregión bosques de pino-encino transvolcánicos de México. Se encuentran a una altitud entre 3,800 y 4,500 m s. n. m., aunque es posible encontrar los pastizales asociados a esta ecorregión desde los 2,500 m s. n. m., sobre todo en áreas perturbadas por deforestación o pastoreo.
El nombre zacatonal proviene de su especie predominante: el zacatón (Muhlenbergia macroura), una planta herbácea perteneciente a la familia de las poáceas. Este nombre a su vez proviene del nombre prehispánico "zacatl" (del náhuatl: hierba).
Otras especies encontradas en los zacatonales son:
- Género Muhlenbergia: M. quadridentata (zacate aparejo); M. repens (liendrilla aparejo)

- Género Festuca: F. hephaestophila, F. livida y F. tolucensis

- Género Stipa: S. ichu (barba de chivo)

- Género Calamagrostis: C. tolucensis (paja blanca)

- Género Eryngium: E. proteiflorum (hierba del sapo)

- Género Arenaria: A. bryoides

Al encontrarse cerca o por encima del límite del bosque, casi no pueden desarrollarse árboles en el zacatonal. No obstante, en el volcán La Malinche se ha observado el enebro azul o tláxcal (Juniperus monticola) en forma de arbusto, hasta una altura de 4.200 m s. n. m.